# Chrysopogon agilis
Chrysopogon agilis là một loài ruồi trong họ Asilidae. Chrysopogon agilis được Clements miêu tả năm 1985. Loài này phân bố ở miền Australasia.